# Mr Moody
Mr Moody, ook wel Mister Moody, is een Engels liedje van het Belgische collectief New Inspiration uit 1968.
In 1970 verscheen het nummer op de LP Vol. 2.
De B-kant van de single was het nummer The Memory.

## Meewerkende artiesten
- Producer: Jack Verdonck